# سوق الصفافير

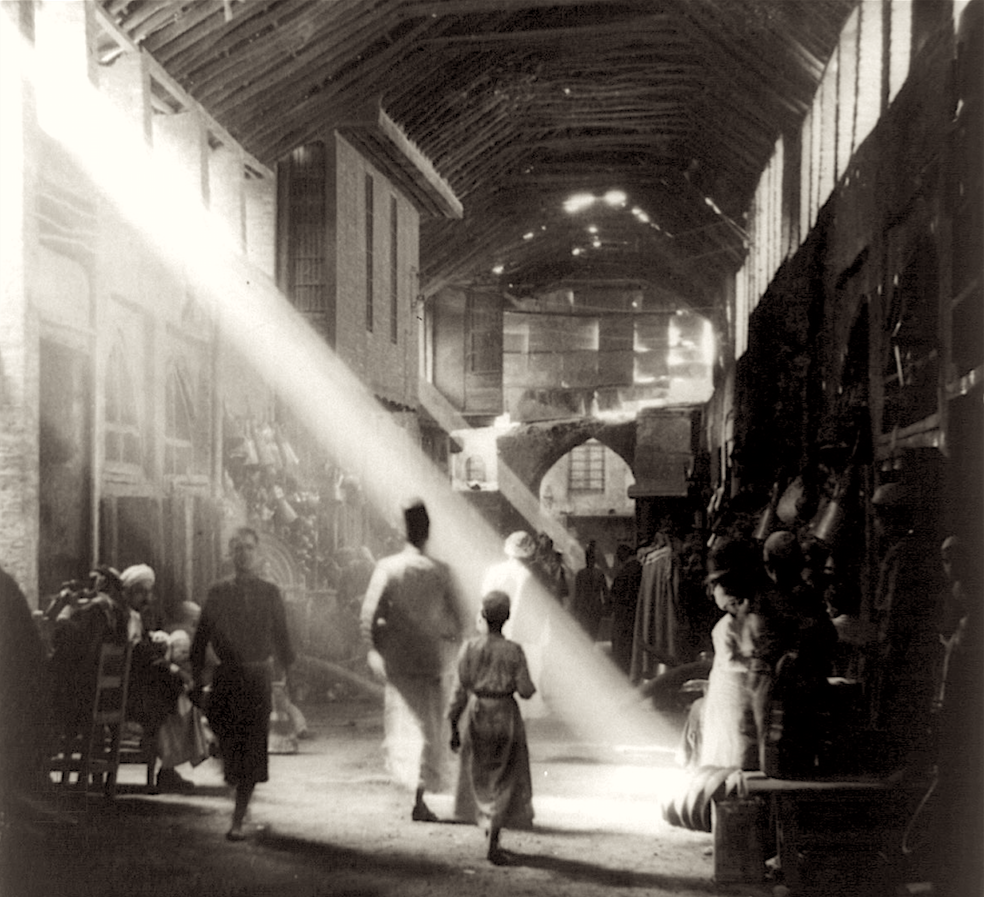
سوق الصفافير في الثلاثينات.

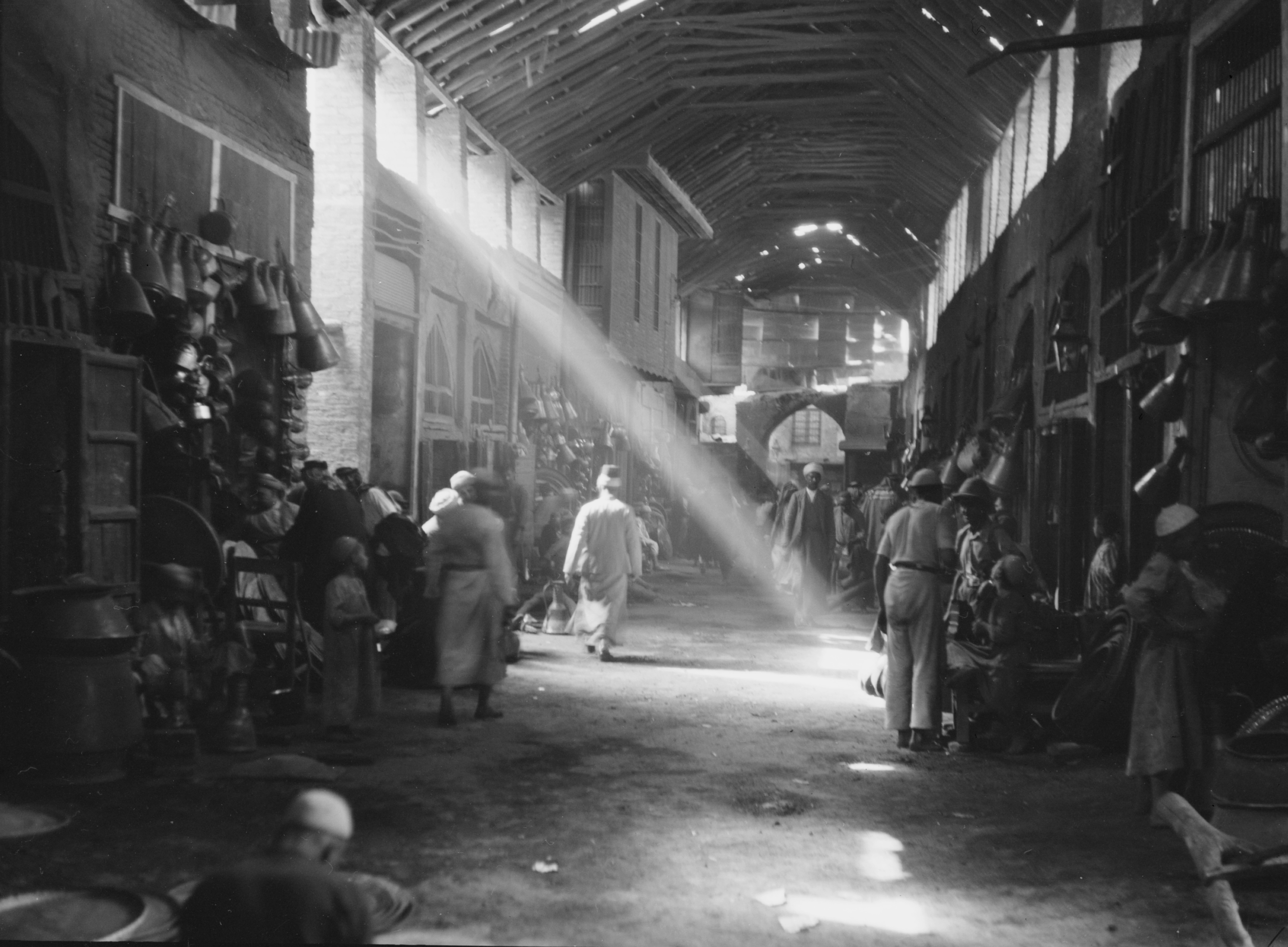
سوق قديمة تشبه سوق الصفافير لبيع القدور والصحون النحاسية في العراق عام 1932

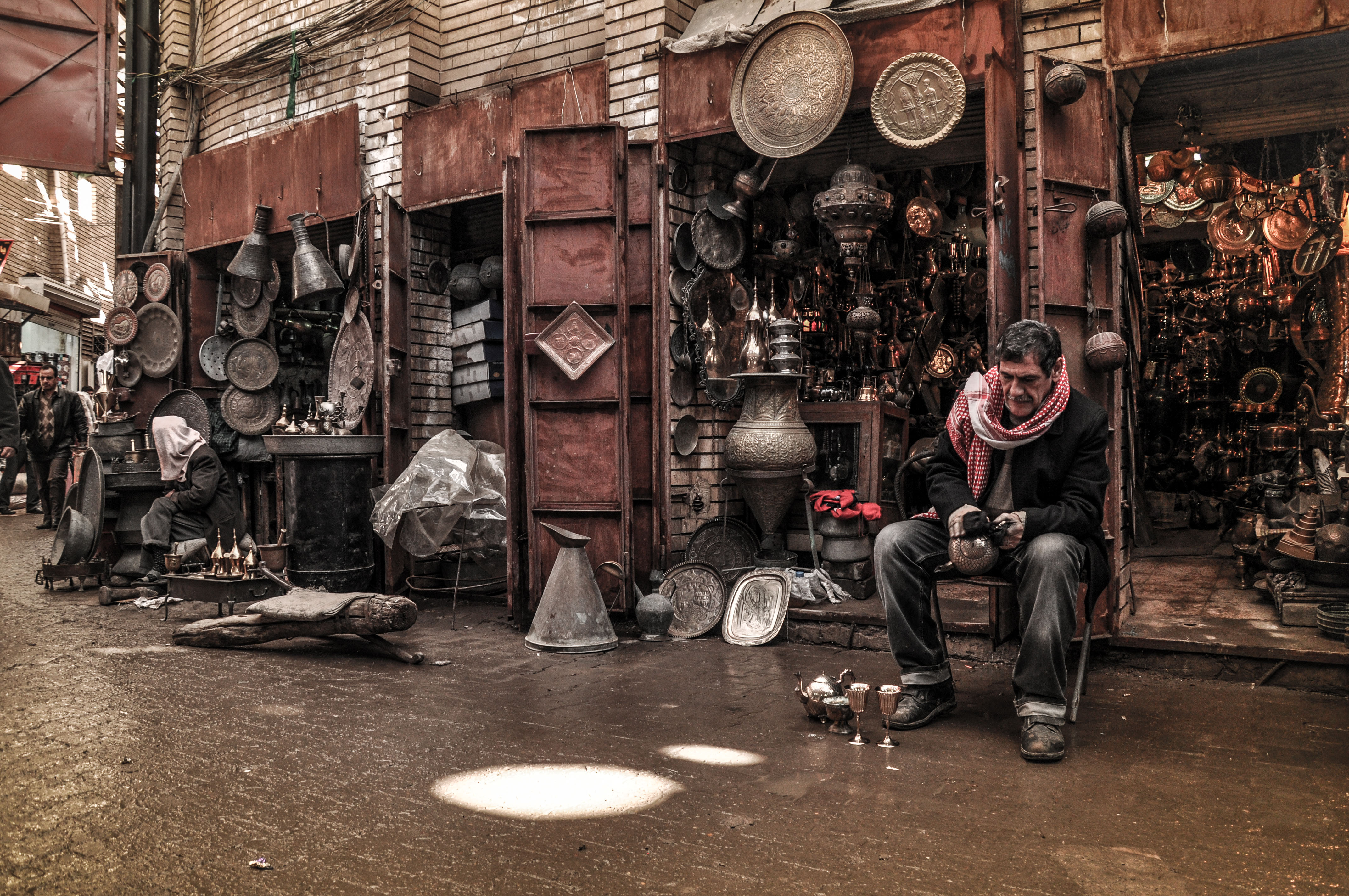
سوق الصفافير في 2017

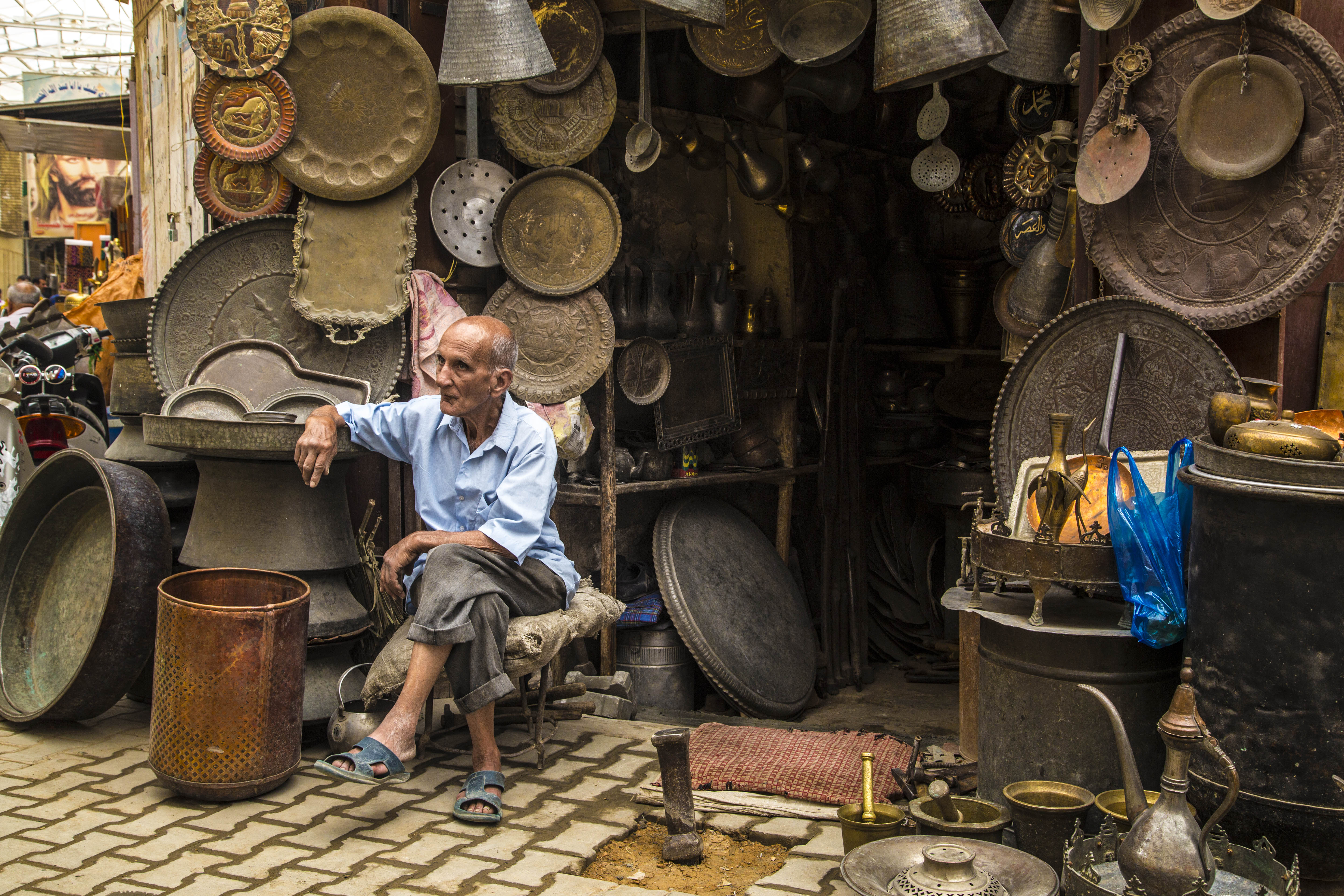
أحد المحلات في سوق الصفافير

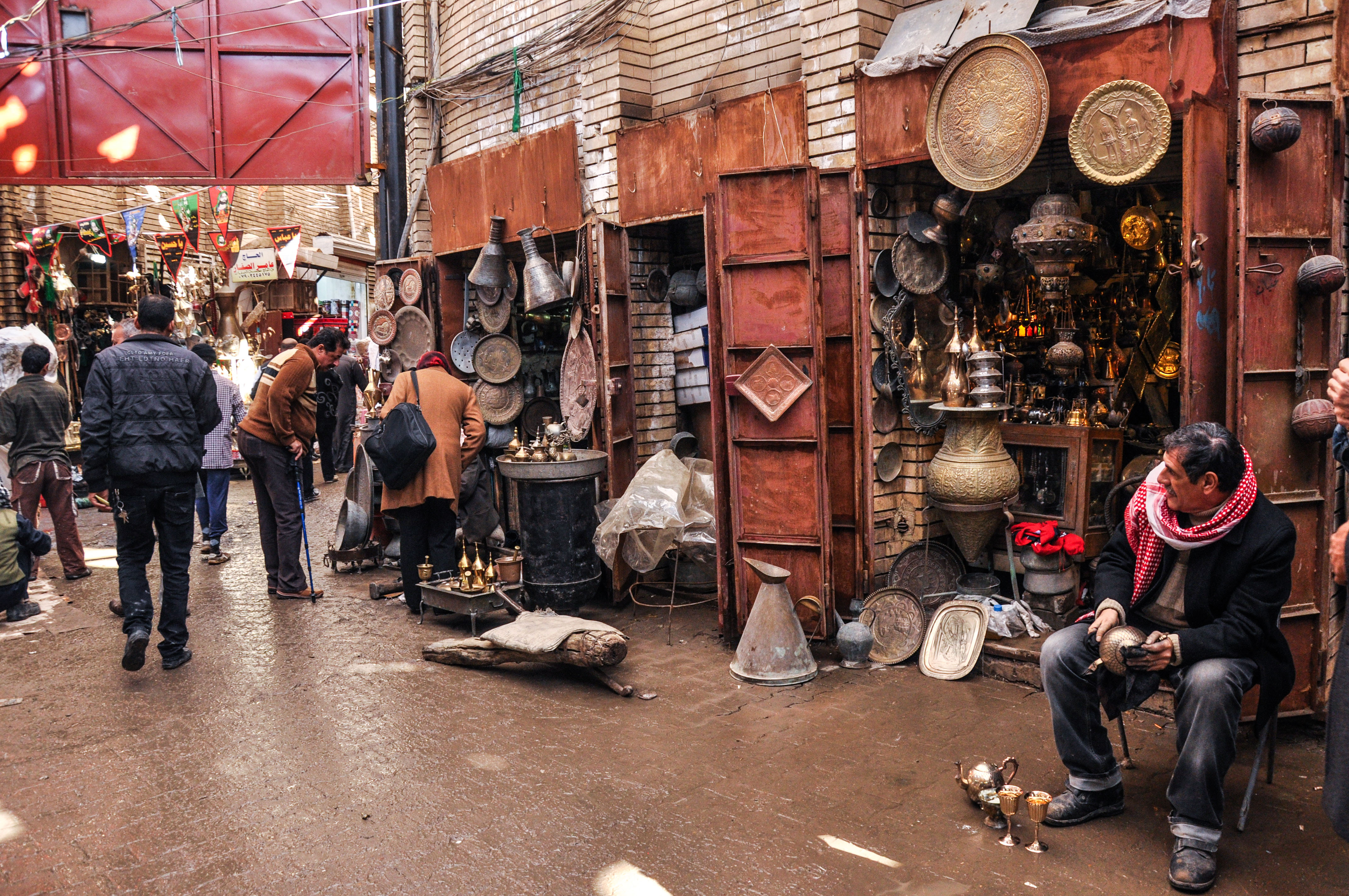
سوق الصفافير

سوق الصفافير أو الصفارين وهو سوق ترجع تسميته بهذا الأسم نسبة للصفر (معدن النحاس)، حيث يشتهر هذا السوق بصناعة الصحون والأواني المنزلية وأباريق الشاي والكاسات والملاعق، وإطارات الصور، والفوانيس النحاسية والنقش عليها. ويقع سوق الصفافير في بغداد وهو عبارة عن مجموعة من المحلات المنتشرة في الأزقة الضيقة الواقعة في منطقة باب الأغا قريبا من الشورجة في شارع الرشيد مقابل مبنى جامع مرجان، وتباع فيهِ المصنوعات والأدوات النحاسية.
ويعتبر سوق الصفافير من الأسواق القديمة في بغداد والتي تعود لعصر الخلافة العباسية وهي كانت قديماً سوقاً قائمة في درب المسعودة في محلة سوق الثلاثاء، لتوفير احتياجات طلاب المدرسة النظامية والمدرسة المستنصرية.
وتوجد عدة أسواق لطرق النحاس تسمى بنفس الاسم في عدة محافظات في العراق منها في مدينة البصرة في السوق القديم قرب جامع المقام، وكذلك في مركز مدينة الحلة.

## الأصل التاريخي
على مدار حوالي مائتي عام في بغداد كانت أعداد لا حصر لها من الآباء والأبناء يصوغون معدن النحاس في شكل أواني وأطباق ومصابيح في هذا الشارع الضيق المخصص للمشاة، الذي أصبح الآن مكانا لمحلات الأقمشة والمشغولات الجاهزة بدلاً من محلات الصفارين.

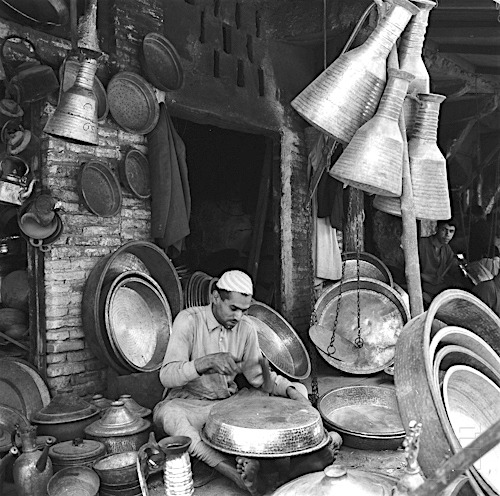
أحد النحاسين في سوق الصفافير عام 1962، بعدسة لطيف العاني.

ويعتبر هذا السوق واحد من دروب محلة بغدادية في عصر الدولة العباسية تسمى محلة سوق الثلاثاء، وهذه المحلة كانت قريبة من دار الخلافة العباسية، وتحيط بدار الخلافة معاهد ومدارس إسلامية مما يستبعد إن يكون أهل هذه المهنة قد شغلوه في ذلك العصر، بما يعرف عنهم من ضجيج ناتج عن الطرق على معدن النحاس وغير ذلك، ويعرف السوق على الأرجح بسوق مسعود أو درب المسعودة، كما وصفهُ المؤرخ ابن عبد الحق بأنه درب نافذ إلى مقر المدرسة النظامية، والتي كانت تقع إلى جنوبهِ وتتصل بهِ دروب وطرق غير نافذة، وهذا الوصف ينطبق على هيئة سوق الصفافير وكذلك ينطبق الوصف على موقعهِ من سوق الثلاثاء، ومن موقع المدرسة النظامية، التي هي من المعالم الأثرية التي أندثرت ولم يعرف موقعها وأندرست رسومها ومن آثارها منارة المئذنة المقطوعة في محلة تحت التكية التي هدمت في الخمسينات من القرن الماضي، ولا يعرف على وجه التحديد متى شغل الصفارون هذا السوق وأتخذوا منهُ مكاناً لمهنتهم، ولكن أول وثيقة وقفية تأريخية أشارت إلى وجودهم فيهِ كانت سنة 1098 هـ/1687م، وفي وقفية أخرى متأخرة عرف عنه اسم سوق الصفافير سنة 1159هـ/1746م، حيث ذكر أسمهُ بالتحديد منذ ذلك التاريخ وبقي يعرف بهِ حتى وقتنا الحالي.
ويحتوي سوق الصفافير على مسجد أثري قديم، يسمى مسجد الصفارين، وهو من مساجد بغداد التراثية، وتبلغ مساحتهُ 250م2 تقريباً، ويحتوي على حرم مصلى صغير يتسع لأكثر من 40 مصل، ولقد بني هذا المسجد من قبل أحد المحسنين في زمن الدولة العثمانية وتحديداً في منتصف القرن الثامن عشر.

## سوق على وشك الانقراض
ويقول هؤلاء الحرفيون إنها مسألة وقت قبل أن تختفي محلاتهم القليلة الخفيضة الضوء والتي تمتلئ بالأزاميل والمطارق والمسامير وقواطع المعدن الصدئة والجدران المتسخة. حيث يجلس الحرفيون في سوق الصفافير على مقاعدهم الصغيرة أو يقفون حفاة من دون أحذية على الورق المقوى وهم يسحقون قطع المعدن، وهم يعلمون أن مهنتهم على وشك الانقراض. وأنهم ينتمون إلى هذه الطريق الضيقة المنحدرة ذات الجدران الصفراء بالأسم فقط.
والعامل الأساس الذي أطاح بالسوق وساعد على اندثارهِ تمثل في إستيراد البضائع النحاسية الرخيصة من المصانع الأجنبية، ولقد كان الأجانب سابقاً يشترون التحف من سوق الصفافير التي تشتهر بمصابيح الزيت النحاسية والدقيقة الصنع واللوحات المعدنية التي كانت تتزين بآيات القرآن والتي كتبت بخط عربي جميل وزخرفة رائعة.
ويقول أحد الحرفيين في السوق من الصفارين: «لقد كنا نبيع أي شيء نضعه في المحل». كما كانت المكاتب الحكومية تبعث بطلبات خاصة للحصول على الهدايا من مصنوعات السوق. حيث كانت السوق تبقى مفتوحة في المساء. ولكن في الوقت الحالي فإنها تغلق أبوابها في وقت مبكر من المساء. فقليل جدا من الأفراد سواء كانوا عراقيين أم أجانب يأتون للشراء. 